# العلاقات النيجرية السورية
العلاقات النيجرية السورية هي العلاقات الثنائية التي تجمع بين النيجر وسوريا.

## مقارنة بين البلدين
هذه مقارنة عامة ومرجعية للدولتين:
| وجه المقارنة                                              | النيجر          | سوريا                    |
| --------------------------------------------------------- | --------------- | ------------------------ |
| المساحة (كم2)                                             | 1.27 مليون      | 185.18 ألف               |
| عدد السكان (نسمة)                                         | 21.48 مليون     | 18.27 مليون              |
| الكثافة السكانية (ن./كم²)                                 | 16.91           | 98.66                    |
| العاصمة                                                   | نيامي           | دمشق                     |
| اللغة الرسمية                                             | اللغة الفرنسية  | اللغة العربية            |
| العملة                                                    | فرنك غرب أفريقي | ليرة سورية               |
| الناتج المحلي الإجمالي (بليون دولار)                      | 8.12 مليار      | 60.20 مليار              |
| الناتج المحلي الإجمالي (تعادل القوة الشرائية) بليون دولار | 19.01 مليار     |                          |
| الناتج المحلي الإجمالي الاسمي للفرد دولار أمريكي          | 358             |                          |
| الناتج المحلي الإجمالي للفرد دولار أمريكي                 | 938             |                          |
| مؤشر التنمية البشرية                                      | 0.348           | 0.594                    |
| رمز المكالمات الدولي                                      | +227            | +963                     |
| رمز الإنترنت                                              | .ne             | .sy                      |
| المنطقة الزمنية                                           | ت ع م+01:00     | ت ع م+02:00، ت ع م+03:00 |

## منظمات دولية مشتركة
يشترك البلدان في عضوية مجموعة من المنظمات الدولية، منها:
| علم المنظمة | اسم المنظمة                               | تاريخ انضمام النيجر | تاريخ انضمام سوريا |
| ----------- | ----------------------------------------- | ------------------- | ------------------ |
|             | مؤسسة التنمية الدولية                     | 24 أبريل 1963       | 28 يونيو 1962      |
|             | يونسكو                                    | 10 نوفمبر 1960      | 16 نوفمبر 1946     |
|             | وكالة ضمان الاستثمار متعدد الأطراف        | 10 مايو 2012        | 14 مايو 2002       |
|             | الأمم المتحدة                             | 20 سبتمبر 1960      | 24 أكتوبر 1945     |
|             | الاتحاد البريدي العالمي                   | ?                   | ?                  |
|             | البنك الدولي للإنشاء والتعمير             | 24 أبريل 1963       | 10 أبريل 1947      |
|             | منظمة التعاون الإسلامي                    | ?                   | 1972               |
|             | منظمة حظر الأسلحة الكيميائية              | ?                   | ?                  |
|             | الاتحاد الدولي للاتصالات                  | 14 نوفمبر 1960      | 12 يناير 1924      |
|             | مؤسسة التمويل الدولية                     | 7 يناير 1980        | 28 يونيو 1962      |
|             | المركز الدولي لتسوية المنازعات الاستشارية | 14 ديسمبر 1966      | 24 فبراير 2006     |
|             | منظمة الشرطة الجنائية الدولية             | ?                   | ?                  |